# Александр (игумен)
Александр (XIV век) — тверской игумен.
Сопровождал в Золотую Орду тверского князя Михаила Ярославича.
Александру приписывают составление сказания о мученической смерти названного князя в 1318 году. Б. М. Клосс в своих «Очерках по истории русской агиографии XIV–XVI вв.» придерживается той же точки зрения.